# Sisicottus cynthiae
Sisicottus cynthiae är en spindelart som beskrevs av Miller 1999. Sisicottus cynthiae ingår i släktet Sisicottus och familjen täckvävarspindlar. Inga underarter finns listade i Catalogue of Life.